# Rody et Mastico
Rody et Mastico est une série de jeux vidéo sortie à partir de 1989 sur de nombreuses plates-formes informatiques, notamment Atari ST, Amiga, Amstrad CPC et DOS. Elle est composée de six épisodes. Il s'agit de jeux éducatifs destinés aux enfants. Un septième épisode non officiel, Rody à Ibiza, a été développé par des fans en 2016.

## Jeux
- Rody et Mastico : Atari ST, Amiga, Amstrad CPC et PC[3],[4],[5],[6] (1989).
- Rody et Mastico II : Atari ST, Amiga, Amstrad CPC et PC[7],[8],[9],[10] (janvier 1990[11],[12]).
- Rody et Mastico III : Amiga[13],[14] (mars 1990[11])
- Rody Noel : Atari ST, Amiga[13],[15]
- Rody et Mastico V[16],[17]
- Rody et Mastico VI[18]
- Rody à Ibiza (fan game).